# The Brothers 18
The Brothers 18 är ett reservat i Kanada.   Det ligger i provinsen New Brunswick, i den sydöstra delen av landet, 700 km öster om huvudstaden Ottawa.
Runt The Brothers 18 är det i huvudsak tätbebyggt.